# Държавно устройство на Кипър

## Изпълнителна власт
Съгласно конституцията Република Кипър е президентска република. Президентът се избира за срок от 5 години с обикновено мнозинство. Още като кандидат-президент той определя свой вицепрезидент. Кандидатите за президент и вицепрезидент трябва да са граждани на Република Кипър и да са навършили 35 г. На изборите през 2013 г. за президент на Република Кипър с резултат 53% е избран Никос Анастасиадис.
Изпълнителната власт се упражнява от 11-членен министерски съвет. Президентът определя министрите, членове на министерския съвет, и правителствения говорител. Министрите ръководят работата на повереното им ведомство, отговарят за прилагането на законите, подготовката на проекто-бюджета на министерството.
Списък на президентите на Република Кипър:
- Архиепископ Макариос III (1960 – 1977)
- Спирос Киприану (1977 – 1988)
- Георгиос Василиу (1988 – 1993)
- Глафкос Клиридис (1993 – 2003)
- Тасос Пападопулос (2003 – 2008)
- Димитрис Христофиас (2008 – 2013)
- Никос Анастасиадис (от 2013)

## Законодателна власт
Законодателната власт по конституция принадлежи на парламента. Парламентът на Република Кипър се избира за срок от 5 години по пропорционалната система. За депутат може да бъде избран всеки гражданин на Република Кипър, навършил 25 г. и отговарящ на специфичните условия записани в конституцията.

## Съдебна власт
Съгласно конституцията на Република Кипър съдебната власт е независима. Основен орган на съдебната власт е Върховният конституционен съд на Република Кипър. Съдебната власт се упражнява от Върховния съд и на него са подчинени 6 областни съдилища и неголям брой районни съдилища. Председателите на ВКС и ВС се определят от президента за срок от 5 години.

## Независими държавни органи
Съгласно конституцията в Република Кипър има независими държавни органи, които не са подчинени на Министерския съвет – главен прокурор и заместник главен прокурор, главен финансов инспектор и заместник главен финансов инспектор, директор и заместник-директор на Централната банка на Република Кипър и главен републикански омбудсман.
- Главен прокурор на републиката – с помощта на заместник главния прокурор ръководи дейността на Главната прокуратура на Република Кипър. И двамата се назначават от президента за срок от 5 години.
- Главен инспектор на републиката – с помощта на заместник главния инспектор ръководи Главния финансов инспекторат на Република Кипър. И двамата се назначават от президента за срок от 5 години.
- Директор на Централната банка на Република Кипър – с помощта на заместник-директора ръководи дейността на Централната банка. И двамата се назначават от президента за срок от 5 години.
- Главен републикански омбудсман – назначава се от президента за срок от пет години. Длъжността е въведена през 1991 г.

## Местно самоуправление
Местното самоуправление се упражнява от градските и селските общински съвети. Градските общински съвети се занимават с управлението на градовете и големите селскостопански райони на страната, докато селските общински съвети упражняват местно самоуправление в рамките на селата. Те са независими от държавата органи и членовете им се избират на общински избори с обикновено мнозинство.